# Muntuit
Muntuit vzw is een Vlaamse socioculturele koepelorganisatie die zich inzet voor een duurzame en participatieve samenleving. De vereniging is actief in het opstarten en begeleiden van complementaire muntsystemen (gemeenschapsmunten).

## Geschiedenis
In 2009 ontstond binnen Netwerk Vlaanderen (in 2012 omgedoopt tot FairFin vzw), in navolging van de ideeën van Bernard Lietaer, een initiatief rond complementaire muntsystemen. In opdracht van de Vlaamse Regering voerde Netwerk Vlaanderen een praktijkonderzoek uit. Dat leidde in 2011 tot de eerste gemeenschapsmunt in Vlaanderen: de Torekes, in de Gentse wijk Rabot-Blaisantvest.
Muntuit werd in mei 2017 opgericht als lerend netwerk om lokale muntsystemen in Vlaanderen en Brussel te ontwikkelen en ondersteunen. De stichtende leden waren naast FairFin ook het Netwerk Bewust Verbruiken, publiq (van de UiTpas), de Gentse vzw Timelab, Triodos Bank, het Centrum voor Duurzame Economie en Recht, Buurtwerk Posthof (van de Antwerpse munt Buurtijd sinds 2014), Samenlevingsopbouw Gent (van de Torekes en ook de Pluimen) en Uitmuntend Limburg vzw (van de digitale munt LimbU).
Eind 2020 werd Muntuit door de Vlaamse overheid erkend als sociaal-culturele organisatie. In 2021 telde de vzw vier vaste werknemers en een kernteam van 24 vrijwilligers.

## Werking
In het eerste werkjaar onderzocht Muntuit hoe Gentse munten konden worden opgeschaald. Daarnaast maakte Muntuit een voorstudie voor een Mechelse munt, bood juridische ondersteuning voor Buurtijd en leverde advies voor de LimbU. Muntuit onderzocht de mogelijkheden voor deze Limburgse gemeenschapsmunt in 2017, waarna die eind 2018 werd gelanceerd, maar stopte na de provinciale verkiezingen van mei 2019.
In 2019 bood Muntuit ondersteuning aan stad Roeselare en Fedasil voor de lancering van TalentO (die actief bleef tot 2022) en startte ook in Brussel de gemeenschapsmunt de Zinne. Muntuit hielp Sint-Niklaas met een voorstudie voor de Sengzen die in 2021 van start ging. Nog in 2019-2020 hielp Muntuit de Mechelse Koekoek lanceren, in samenwerking met armoedeorganisatie De Keeting. In 2022 werd de organisatie geconsulteerd bij de introductie van de Bryghia, een lokale Brugse munt in de toeristische app Beyond Bruges. Verder dat jaar werd het systeem van Leercredits getest en was er een proefproject met Klavers in Lichtervelde.
In 2023 lanceerde Muntuit TransACTIE samen met Avansa Oost-Brabant, Howest Netwerkeconomie, Happonomy en De Transformisten. Deze faire en ecologische betaalapp werd zes maanden getest in Leuven. In 2024 bedacht de organisatie het concept van Bruto Lokaal geluk, een methodiek die sociale en ecologische factoren in rekening brengt om te bepalen hoe gelukkig de inwoners van een gemeente zich voelen.

## Andere voorbeelden
- Lets Vlaanderen: ruilhandel van diensten.
- In Franstalig België ondersteunt Financité lokale munten.[28] Eind 2021 waren er voor die 16 alternatieve munten samen 1,29 miljoen euro-equivalenten in omloop.[29]
- In Nederland: STRO.
- In Frankrijk: Mouvement Sol.
- In Duitsland: Allmenda.[30]
- In Spanje: Monneta.[31]